# Pamětní medaile 21. střeleckého pluku terronského
Pamětní medaile 21. střeleckého pluku terronského, je pamětní medaile pro příslušníky 21. československého střeleckého pluku československé legie ve Francii z let první světové války, která byla založena v roce 1948 u příležitosti 30. výročí založení jednotky.
Medaile byla ražena z bronzu a předávala se v papírové krabičce s malou stužkou a dekretem o udělení.